# Envenenamento por naftaleno
O envenenamento por naftaleno (ou envenenamento por naftalina) é uma forma de envenenamento que ocorre quando o naftaleno é ingerido. Envenenamento grave pode resultar em anemia hemolítica.  O naftaleno foi introduzido em 1841 por Rossbach como um anti-séptico para neutralizar a febre tifóide . Embora o naftaleno tenha sido amplamente utilizado industrialmente, apenas 9 casos de envenenamento foram relatados desde 1947 até 1956, sugerindo subnotificação da doença. Como resultado, a condição não tem recebido a devida atenção nas revistas médicas.